# Paul Delmas-Marsalet
Pour les articles homonymes, voir Paul Delmas-Marsalet (homonymie).
Paul Delmas-Marsalet, né le 4 août 1898 à Dax et mort le 29 juillet 1977 à Léognan, est un psychiatre et neurologue français.

## Biographie
Paul Delmas-Marsalet naît le 4 août 1898 à Dax. Il est le fils de Jean Baptiste Maurice Delmas-Marselet, médecin de vingt-neuf ans domicilié boulevard Saint-Vincent et de sa femme, Marie Clotilde Yvonne Darroze. 
Il étudie au lycée de Bayonne, et s'engage dans l'armée en 1917, d'abord en tant que brancardier puis en tant que médecin auxiliaire. Il obtient une licence ès sciences en 1922, la médaille d'or de l'internat en 1927, un doctorat en médecine en 1925, devient agrégé de médecine en 1930 et médecin des hôpitaux en 1931. Il se consacre à l'étude de l'électroconvulsivothérapie et de la pharmacodynamique nerveuse.
Il est professeur titulaire de la chaire de clinique des maladies nerveuses et mentales à la faculté de médecine de Bordeaux et chef du service de neurologie de l'hôpital Saint-André. En 1956, il crée le centre Jean Abbadie, institut d'études neuropsychiatrique. Il est membre de la société de médecine et de chirurgie de Bordeaux à partir de 1932 et est également du 20 juillet 1961 à sa mort en juillet 1977, correspondant national de l'académie de médecine,.

## Œuvres
- Contribution expérimentale à l'étude des fonctions du noyau caudé (1925)
- Les réflexes de posture élémentaires (1927)
- Variations des réflexes de posture élémentaires en fonction de l'attitude générale du parkinsonien (1928)
- Pathogénie du diabète sucré (1932)
- Maladies osseuses et troubles du métabolisme calcique, à propos de la guérison de deux cas de maladie de Paget et de Recklinghausen (1932)
- Sur certaines particularités des réactions labyrinthiques dans trois cas de lésions temporales traumatiques (1933)
- Etudes sur le lobe frontal et les voies centrales de l'équilibre (1933)
- La thérapeutique par dissolution-reconstruction en pathologie mentale (1942)
- Poussées évolutives gravidiques et image lipiodolée caractéristique des hémangiomes médullaires (1942)
- Dysmorphies et dystrophies crâniennes (1943)
- Absence épileptique et crise convulsive de l'électrochoc (1943)
- Electro-choc et thérapeutiques nouvelles en neuro-psychiatrie (1946)
- Exploration fonctionnelle du muscle strié humain, normal et pathologique (1952)
- L'homme dépassée (1954)
- Une conception nouvelle de l'épilepsie essentielle, mécanisme, périodicité, traitement (1955)
- Précis de bio-psychologie (1961)
- Précis de neurologie graduée et appliquée (1968)

## Distinctions
- Officier de la Légion d'honneur
- Croix de guerre 1914–1918

## Hommage
- Rue de Professeur Delmas-Marsalet, Bordeaux[6]